# Пітерсон (Міннесота)
Пітерсон (англ. Peterson) — місто (англ. city) в США, в окрузі Філлмор штату Міннесота. Населення — 234 особи (2020).

## Географія
Пітерсон розташований за координатами 43°47′16″ пн. ш. 91°49′55″ зх. д. / 43.78778° пн. ш. 91.83194° зх. д. (43.787699, -91.831855).  За даними Бюро перепису населення США в 2010 році місто мало площу 1,30 км², з яких 1,26 км² — суходіл та 0,05 км² — водойми.

## Демографія
Згідно з переписом 2010 року, у місті мешкало 199 осіб у 97 домогосподарствах у складі 60 родин. Густота населення становила 153 особи/км².  Було 108 помешкань (83/км²).
Расовий склад населення:
| - 99,5 % — білих - 0,5 % — корінних американців |

До двох чи більше рас належало 0,0 %. Частка іспаномовних становила 1,0 % від усіх жителів.
За віковим діапазоном населення розподілялося таким чином: 16,6 % — особи молодші 18 років, 58,3 % — особи у віці 18—64 років, 25,1 % — особи у віці 65 років та старші. Медіана віку мешканця становила 50,4 року. На 100 осіб жіночої статі у місті припадало 99,0 чоловіків;  на 100 жінок у віці від 18 років та старших — 97,6 чоловіків також старших 18 років.
Середній дохід на одне домашнє господарство  становив 60 825 доларів США (медіана — 51 250), а середній дохід на одну сім'ю — 66 157 доларів (медіана — 52 083). Медіана доходів становила 40 625 доларів для чоловіків та 34 167 доларів для жінок. За межею бідності перебувало 7,9 % осіб, у тому числі 22,9 % дітей у віці до 18 років та 3,8 % осіб у віці 65 років та старших.
Цивільне працевлаштоване населення становило 104 особи. Основні галузі зайнятості: освіта, охорона здоров'я та соціальна допомога — 24,0 %, виробництво — 20,2 %, роздрібна торгівля — 10,6 %, транспорт — 8,7 %.